# Frontera entre Bélgica y Luxemburgo
La frontera entre Bélgica y Luxemburgo es la frontera que separa, por sobre 148 kilómetros, Bélgica y Luxemburgo.

## Descripción
Comienza en el punto de intersección de las fronteras de Bélgica, Luxemburgo y Francia (ubicado en los respectivos municipios de Aubange, Pétange y Mont-Saint-Martín) y termina en el punto de intersección de las fronteras de Bélgica, Luxemburgo y Alemania, ubicados en los respectivos municipios de Burg-Reuland, Clervaux y Sevenig.
Esta frontera está marcada por 507 hitos, incluidos los 286 de hierro fundido, con un número y el escudo de armas de ambos países. En realidad, hay 287 hitos de hierro fundido, de los cuales 2 son el número 1, uno para Bélgica y el otro para Luxemburgo , separados por 3 metros. Estos son reconocibles por su punto de cumbre y son casi idénticos a los de la frontera entre Bélgica y los Países Bajos. Numerosos bolardos están perforados por balas, granadas y proyectiles, testimonio de los dos conflictos mundiales (en particular, la batalla de las Ardenas durante la Segunda Guerra Mundial).

## Historia

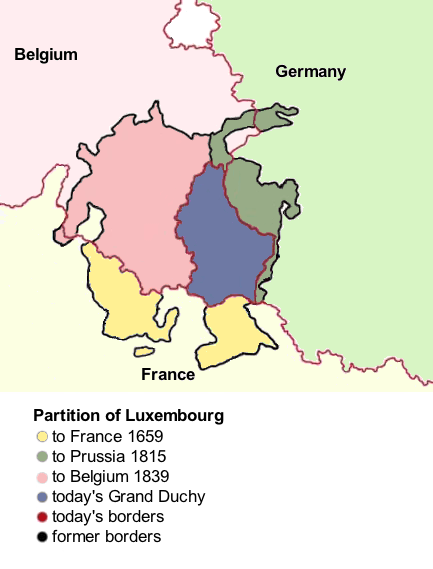
Reparticiones de Luxemburgo de 1659 a 1839.

La frontera apareció como resultado de la independencia de Bélgica de los Países Bajos, en 1831. El Gran Ducado de Luxemburgo, tratado como una simple provincia por el rey Guillermo I de Orange-Nassau, a pesar de su condición de estado miembro de la Confederación Germánica, había apoyado mayoritariamente la revolución belga y el liberalismo que prometía, y solo la fortaleza de Luxemburgo, en la que se encontraba una guarnición prusiana (siendo parte del sistema de defensas de la Confederacón), escapó al control de las nuevas autoridades belgas o pro belgas.
Pero en 1831, en la Conferencia de Londres decidió repartir Luxemburgo entre su "propietario", el rey gran duque y el nuevo estado belga: es el tratado de los artículos XXIV, que otorgó a Bélgica la parte románica (francófona) de Luxemburgo, así como la región de Arlon, sin embargo, del dialecto germano-occidental (alemán medio-alto), esto para eliminar el control de la Confederación Germánica la carretera que viene de Longwy (F) y que pasa por Arlon y Martelange para dirigirse luego a Bastogne, ya sea hacia Lieja o hacia Bruselas. Sin embargo, este tratado se aplicó solamente en 1839.
Según Jean Stengers, esta es la primera trazado de frontera según el principio de las nacionalidades (de las lenguas, de hecho), incluso si este principio no se ha respetado a lo largo de toda la frontera. Los diplomáticos austríacos y prusianos querían incluir en la Confederación Germánica los territorios habitados por poblaciones de lengua alemana (en el sentido amplio).
Tras la anexión por parte de Bélgica de los municipios del este, anteriormente prusianos, en virtud del tratado de Versalles de 1919, la frontera belga-luxemburguesa en el norte del Gran Ducado está marcada en el suelo por hitos en piedra, numerada del 52 al 75 en los municipios del este. Todas los mojones mencionados anteriormente forman, desde su implantación, la frontera gran ducal con la provincia de Luxemburgo y con los municipios del este (provincia de Lieja) en Bélgica.

## Pasajes

### Puntos de cruce por carretera
Hay muchos puntos de cruce de la frontera por carretera. La siguiente tabla enumera las vías europeas implicadas, de norte a sur.
| Ruta Europea | Ruta de Bélgica | Ciudades servidas                      | Punto de cruce | Ciudades servidas                | Ruta de Luxemburgo |
| ------------ | --------------- | -------------------------------------- | -------------- | -------------------------------- | ------------------ |
| E421         | BE-N62          | Aquisgrán - Sankt Vith                 | Wemperhardt    | Luxemburgo                       | 7                  |
| E25          | BE-A4           | Lieja - Bastogne - Arlon               | Kleinbettingen | Luxemburgo Metz - Santo-Avold    | LU-A6              |
| E44          | BE-N830         | El Havre - Amiens Charleville-Mézières | Pétange        | Luxemburgo - Tréveris - Coblenza | 31                 |